# Tahir ibn 'Abd Allah
Ṭāhir ibn ʿAbd Allāh (in arabo ﻃﺎﻫﺮ ﺑﻦ ﻋﺒﺪ ﺍﺍالله‎?; ... – 862) è stato un funzionario persiano.

## Biografia
Fu il quarto governatore della dinastia Tahiride a regnare sul Khorasan, regnò dall'845 sino all'862, anno della sua morte. Del suo regno poco è conosciuto, tranne che ci sono stati alcuni disordini interni.
Gli succedette il suo giovane figlio Muhammad ibn Tahir.